# Caféiculture au Mexique

Carte de la production caféière au Mexique.
États produisant du Coffea arabica avec visée commerciale
États produisant du Coffea arabica sans visée commerciale

La caféiculture au Mexique représente la huitième production mondiale de café au monde avec 252 000 tonnes produites en 2009 et est principalement concentrée dans les régions du sud et du sud-est du pays. Le café produit est majoritairement de l'arabica, qui pousse particulièrement bien dans les régions côtières de Soconusco, Chiapas, près de la frontière du Guatemala.

## Histoire

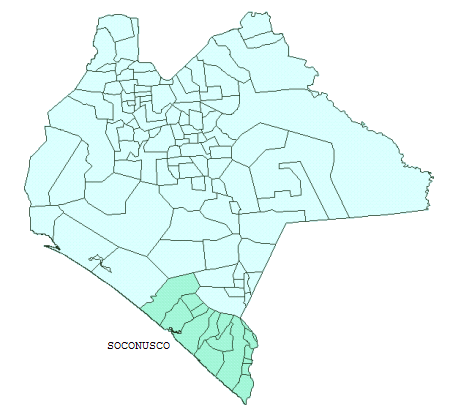
En bleu foncé, le Soconusco, au sud-ouest du Chiapas.

À la fin du XVIIIe siècle, le café arriva au Mexique via les Antilles, mais ne fut pas exporté avant les années 1870. Le statut politique de Soconusco, la principale région caféière sera indécis pendant la majeure partie du reste du XIXe siècle. Le Mexique a annexé officiellement le Chiapas en 1824 et fait sa première revendication formelle au Soconusco en 1825, ce qui n'a pas été accepté par le Guatemala ni l'élite dirigeante à Soconusco. Lors des conflits des décennies suivantes, la population favorise à l'intégration au Guatemala. Des négociations sont tentées en 1877 et en 1879, mais un traité n'est signé qu'en 1882 pour formaliser une frontière, qui a divisé la région de Soconusco, la majeure partie allant au Mexique, mais apporté une visibilité aux investisseurs. En moins de 20 ans, entre 1890 et 1910, la région est devenue le principal producteur de café du Mexique.
La culture du café s'étend dans les années 1880 depuis la côte nord-ouest du Guatemala vers le  Soconusco, au sud-ouest du Mexique. Là aussi, la politique libérale favorise la colonisation des terres vierges. Les Allemands investissent capitaux et technologie et contrôlent l'exportation. Ils arrivent dans les années 1870 et 1880, directement d'Allemagne ou en provenance du Guatemala, où ils possèdent déjà des "fincas". Les maisons d'importation de Hambourg, Brême ou Lübeck cherchent un plus grand contrôle de leur approvisionnement en monopolisant l'exportation du café. Parmi elles :
- Nöttebohm, de Königsberg ;
- Schröder, de Hambourg ;
- Melchers de Brême ;
- Wölhler Bartning, établie à Mazatlán, au Mexique ;
- les frères Oetling établis à Manzanillo[6].

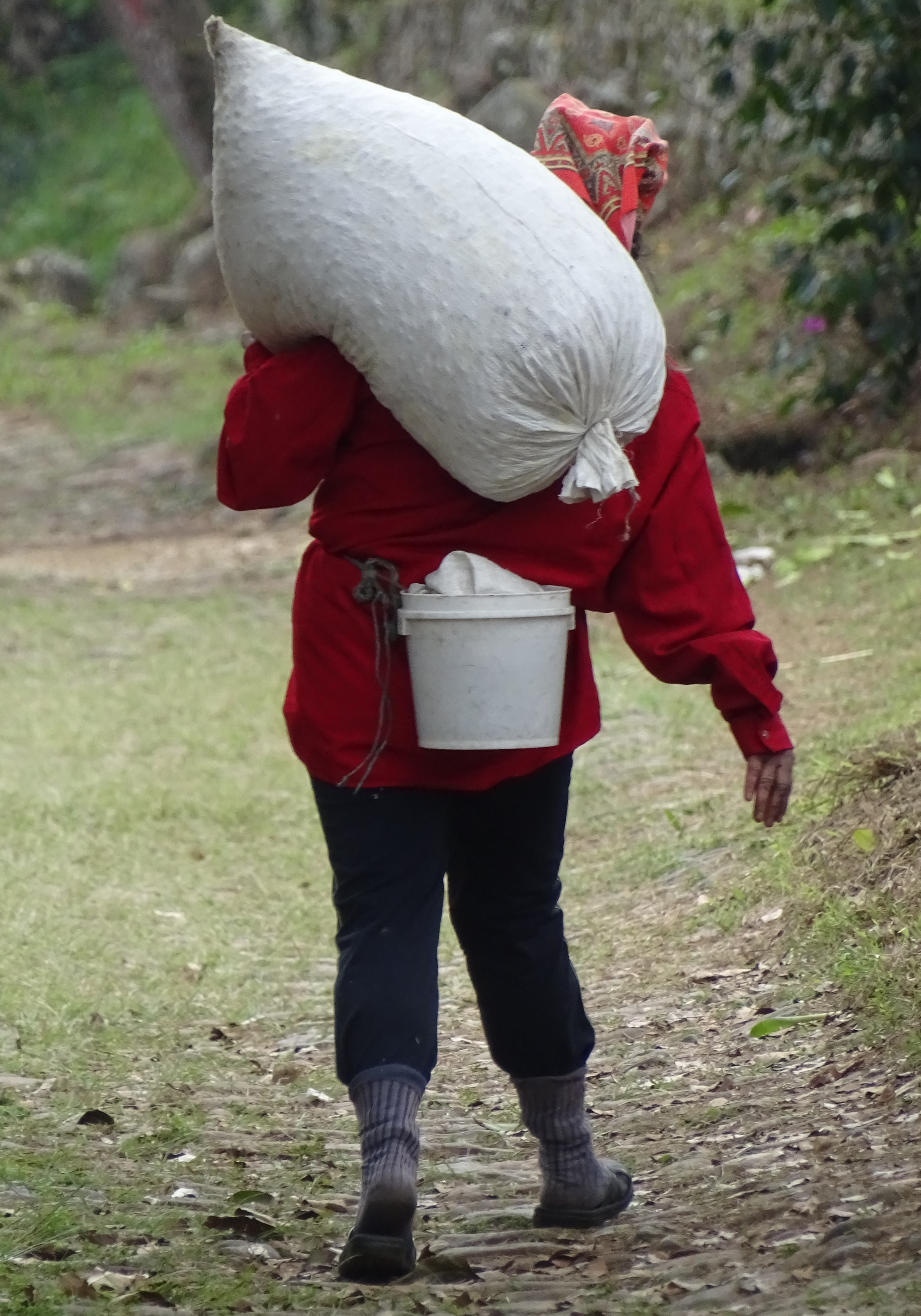
Une femme portant un sac de grains de café à Veracruz.

En 1890, Porfirio Díaz et Bismarck ont collaboré pour profiter du potentiel agricole du sud du Mexique en envoyant 450 familles allemandes au Soconusco, près de Tapachula. Entre 1895 et 1900, 11,5 millions de kg de café ont été récoltés dans le Soconusco. Les fermes ont été érigées dans la jungle de Chiapaneco et ont donné des noms allemands tels que Hamburgo, Brême, Lübeck, Agrovia, Bismarck, Prusse et Hanovre.
Lors de la Révolution mexicaine de 1910, les propriétaires de plantations résistent mieux au pillage des différentes factions, car le café, vendu à l'étranger, était plus difficile à convertir en argent comptant que le bétail. 
Durant les années 1980, le café devint le produit d'exportation le plus important. Aujourd'hui, le Mexique est la principale source d'approvisionnement de café des États-Unis. Les grains exportés les plus notables sont Altura, Liquidambar MS et Pluma Coixtepec.